# Rudolf Tarnow

Rudolf Tarnow

Rudolf Heinrich Wilhelm Tarnow (* 25. Februar 1867 in Parchim; † 19. Mai 1933 in Sachsenberg bei Schwerin) war ein niederdeutscher Dichter und Schriftsteller.

## Biografie
Rudolf Tarnow wurde in der mecklenburgischen Vorderstadt Parchim als ältester Sohn des Schuhmachers Heinrich Tarnow und dessen Ehefrau Dorothea, geb. Pingel, geboren und wohnte in der Straße Auf dem Sassenhagen Nr. 51. Er besuchte von 1873 bis 1881 die Mittelschule in Parchim. Von sich selbst behauptete er, ein recht guter Schüler gewesen zu sein. Er passe im Unterricht immer gut auf und erspare sich so das Lernen zu Hause.
Mit guten Ergebnissen verließ er die Schule und begann eine kaufmännische Lehre in einer Tuchfabrik seiner Heimatstadt, die er 1885 erfolgreich abschloss. 1887 wurde er zum Militärdienst in seiner Heimatstadt einberufen. Nachdem er seine Pflichtzeit beim Dragonerregiment Nr. 18 abgeleistet hatte, blieb er weiter Soldat und strebte einen Zahlmeisterposten an. 1889 wurde er zur Leibkompanie des Großherzoglich-Mecklenburgischen Grenadierregimentes Nr. 89 in Schwerin versetzt, wo er auch repräsentativen Diensten nachkommen und Schlosswachen abhalten musste. Jedoch blieb es ihm verwehrt, Zahlmeister zu werden. Dazu hätte er eine Kaution hinterlegen müssen, die er nicht aufbringen konnte. 1894 wurde er im Range eines Wachtmeisters Zahlmeistergehilfe beim Dragonerregiment Nr. 17 in Ludwigslust. Diese Funktion übte er zwölf Jahre aus. 1896 heiratete er Erna Bruns. Aus dieser Ehe gingen drei Kinder hervor, Sohn Walter, Tochter Elisabeth und Sohn Rudolf. Nach seiner Dienstzeit bewarb er sich 1906 erfolgreich um die Stelle des Betriebsinspektors an der Nervenheilanstalt Sachsenberg bei Schwerin. Dort wohnte er in der Wismarschen Straße 173 und bezog nach mehrfachem Wohnungswechsel 1912 eine Dienstwohnung in der Personalsiedlung auf dem Sachsenberg. Tarnows Haus musste 1974 dem Neubau des Bezirkskrankenhauses (heute: Helios Klinikum Schwerin) weichen.
Tarnow begann etwa 1910, zu den Feierlichkeiten anlässlich des 100. Geburtstages von Fritz Reuter, seine plattdeutschen Schriften zu veröffentlichen. Sein Gedicht Ein Randewuh im Rathaus zu Stavenhagen wurde anlässlich der Grundsteinlegung des Reuterdenkmals in Stavenhagen am 7. November 1910 im Fundament vermauert und erschien als Sonderdruck der Stavenhagener Buchdruckerei Beholtz. Danach schrieb Rudolf Tarnow viele Gedichte und Abhandlungen, die er nun auch regelmäßig drucken ließ. Die bekannteste Gedichtsammlung stellt dabei die Burrkäwers-Reihe dar, die in sechs Bänden von 1911 bis 1918 erschienen. Die ersten drei Bücher enthalten vor allem humorvolle, aus dem Leben gegriffene Geschichten, mit denen er die kleinen und großen Schwächen seiner Mitmenschen auf die Schippe nahm. Wie Reuter griff auch Tarnow dabei zum Teil auf bekannte Volksschwänke zurück. Die letzten drei Bände hingegen geben sich in typischem Zeitgeschmack ganz dem Hurra-Patriotismus hin.

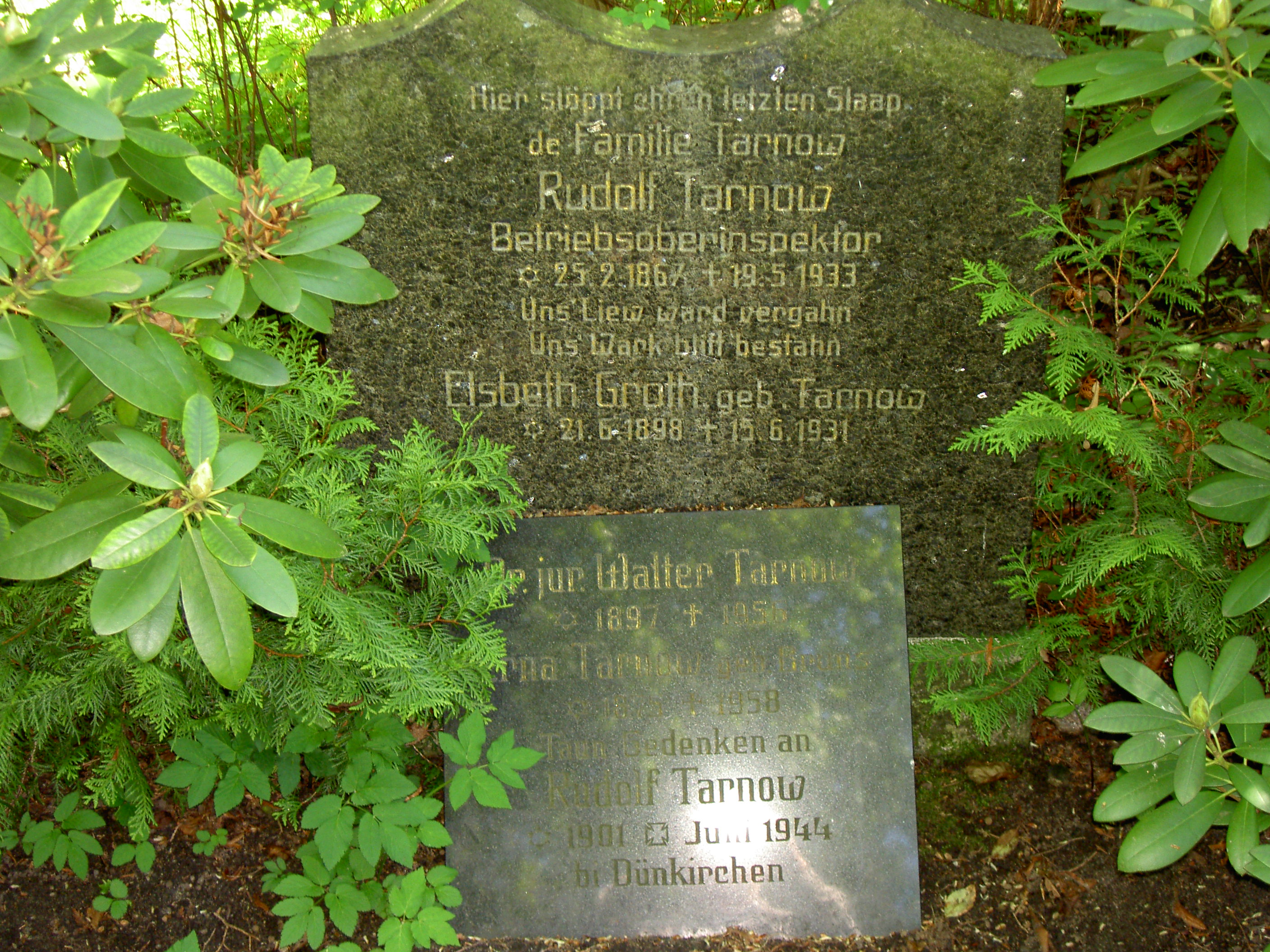
Familiengrab Tarnow auf dem Friedhof Sachsenberg

Ganz besonders bekannt wurde sein Köster Klickermann (1921). Auch hier griff er auf Kindheitserinnerungen und auf das Zusammenwirken von Schule und Kirche zur damaligen Zeit zurück. Seine Liebe zu Kindern brachte er u. a. in dem Kinderbuch Rüter-Püter (1924) und dem Gedichtband Ringelranken (1927) zum Ausdruck.
Tarnow, seit Juni 1932 als Oberinspektor a. D. pensioniert, starb 1933 in seiner langjährigen Dienstwohnung auf dem Sachsenberg an den Folgen eines Herzleidens und wurde am 23. Mai 1933 unter großer Anteilnahme in einer Familiengrabstelle auf dem Friedhof Sachsenberg beigesetzt. Bei der Beerdigung von Rudolf Tarnow wurde nach vielen Jahren wieder eine Grabrede plattdeutsch gehalten. Pastor Schooff schloss mit den Worten: „Väl Minschen hett hei dat Hart fröhlich makt!“
Aus heutiger Sicht wird sein Hurra-Patriotismus um den Ersten Weltkrieg herum kritisch gewertet. Auch seine Neujahrsgedichte zeigen deutlich seine politische Position auf, so fordert er für Deutschland einen „Führer“ wie Benito Mussolini, 1933 begrüßte er die Machtübernahme Adolf Hitlers.

## Nachwirken
Heute sind viele Straßen und Schulen in Mecklenburg-Vorpommern nach Rudolf Tarnow benannt.
Ein Gedicht aus Tarnows Sammlung Ringelranken (1927) erreichte eine enorme Popularität. Der Hinstorff-Verlag brachte Schmuckblätter in über hunderttausend Exemplaren heraus, die ein beliebter Wandschmuck in mecklenburgischen Haushalten wurden. In den entsprechenden Varianten des Niederdeutschen fand es auch im restlichen Norddeutschland Verbreitung. Heute ist es ein Evergreen plattdeutscher Vortragskunst:
Mötst di nich argern, hett keinen Wiert,

Mötst di blot wunnern, wat all passiert,

Mötst ümmer denken, de Welt is nich klauk,

Jeder hett Grappen, du hest se ok!

Mötst di nich argern, hett keinen Sinn,

Ward di blot schaden un bringt nix in,

Ward an di fräten as Qualm un Rook,

Is’t nahst vergäten, büst grad so klauk.

Mötst di nich argern, is Unrecht di dahn,

Haug mal up’n Disch un gliek is’t vergahn,

Kort is dien Läben un lang büst du dod,

Minsch, blot nich argern, ne, lachen deiht gaud!
In De Schaulpatron (Burrkäwers, Band 3) verlangt ein wohltätiger Mann einen „mecklenburgschen Globus“ für die Schulkinder anzuschaffen: „Es handelt sich um Groß-Clamohn – und ich bin da der Schulpatron. Sie aber offerieren da den Globus von Amerika? - Amerika? Was soll das nützen? Wo wir in Mecklenburg hier sitzen, da muß ich doch für meine Knaben den mecklenburgischen Globus haben!“ Einen solchen fertigte die Firma Räth Globen in Leipzig Anfang der 1990er Jahre.

## Werke
- Ein Randewuh im Rathaus zu Stavenhagen. Festgedicht zur Grundsteinlegung des Fritz-Reuter-Denkmals in Stavenhagen, 1910
- Burrkäwers. 6 Bände. 1911–1918
- Köster Klickermann. Landschullehrerepos, 1921
- Rüter-Püter. Kinderbuch. 1924
- Ringelranken. Kindergedichte. 1927
- Mein sogenannter Werdegang. Erinnerungen. 1927
- De Lübecker Martensmann. Bühnenstück. 1928
- Plattdütsch gistern un hüt. 1980. Mit vertonten Werken von Klaus Groth, Fritz Reuter, John Brinckman, Fritz Meyer-Scharffenberg, Rudolf Tarnow. Auswahl und Zusammenstellung: Hans-Joachim Theil, Erzähler: Gerd Micheel, Helga Gunkel u. a. (LITERA 865282/283, 1980). Online auf Youtube[8]